# Lechauwald bei Unterbergen
Das Naturschutzgebiet Lechauwald bei Unterbergen liegt auf dem Gebiet der Landkreise Aichach-Friedberg und Landsberg am Lech. Es erstreckt sich südöstlich der Stadt Königsbrunn entlang des östlich fließenden Lechs. Westlich des Gebietes verläuft die B 17 und nordwestlich und nördlich die St 2380.

## Bedeutung
Das 368,92 ha große Gebiet mit der Nr. NSG-00377.01 wurde im Jahr 1990 unter Naturschutz gestellt. Es handelt sich um ein Auwaldgebiet mit dominierenden Grauerlenwäldern, Kiefernwaldrelikten und Magerrasen.